# Pseudeos
A Pseudeos a madarak osztályának papagájalakúak (Psittaciformes) rendjébe és a szakállaspapagáj-félék (Psittaculidae) családjába, azon belül a lóriformák (Loriinae) alcsaládjába tartozó nem.

## Rendszerezésük
A nembe jelenleg az alábbi 2 faj tartozik:
- Kardinális lóri (Pseudeos cardinalis), korábban Chalcopsitta cardinalis
- Fehérderekú lóri (Pseudeos fuscata), korábban fehér farcsíkú lóri